# Podocinidae
Famille
Les Podocinidae   sont une famille d'acariens Mesostigmata. Elle contient sept genres et 30 d'espèces.

## Classification
- Aeeoseius Sellnick, 1941
- Andregamasus Costa, 1965
- Derrickia Womersley, 1956
- Episeiella Willmann, 1938
- Iphiseius Berlese, 1916 synonyme Phytoseiulella Muma, 1961
- Podocinella Evans & Hyatt, 1958
- Podocinum Berlese, 1882